# Ежедневный галель
Ежедне́вный гале́ль (от ивр. הלל בכל יום‎) в талмудическом иудаизме — хвалебные псалмы, завершающие Псалтирь. Являются «ядром» Псукей де-зимра. Название «галель» произошло из-за частого употребления слова הללו‬ («хвалите») в псалмах 148 и 150. «Ежедневный галель» отличают от «Великого галеля» и «Египетского галеля». Помимо 144-го псалма раввины предлагали добавить и другие псалмы, так Раши указывал петь 3 псалма (144, 148, 150), Саадия Гаон — 6 псалмов (144, 146, 147, 148, 149, 150), Маймонид — 7 псалмов (144, 145, 146, 147, 148, 149, 150).
Первоначально утреннее богослужение состояло из псалмов 144—150, однако праздничное утреннее богослужение удлинялось за счёт дополнительных псалмов (в ашкеназской традиции — девяти, а в сефардской традиции — четырнадцати), после пели Шма так, чтобы с появлением первого луча солнца на ватикин начать молитву «Амида».
Гаонами, перед псалмам 144—150, был добавлен отрывок из 1Пар. 16:8—36, а после были включены и другие библейские стихи и 99-й псалом и стихи псалмов 103:31 и 112:2—4. Центральным псалмом, выступающим в качестве молитвы, служит 144-й псалом, который предварён парой стихов псалмов (83:5 и 143:15) — молитва «Ашрей». После ежедневного галеля (псалмов 144—150) добавляют различные библейские стихи, предназначенные к определённому дню (88, 52; 134, 20; 71, 17, 18), 1Пар. 29:10—13, Неем. 9:6—11, Исх. 14:30 — 15:19 (а в Храме Шират ха-ям пели только по субботам).
Псалмы 112—117, также как псалмы 144—150, начинаются и оканчиваются словом «аллилуйя», поэтому эти группы путают друг с другом:

Говаривал раввин Иосе: «Да будет участь моя с едящими три трапезы в шаббат», а также: «Да будет участь моя с завершающими молитву свою галелем всякий день». А разве не говорил ли раввин Иосе, что читающий галель каждый день, хулит [имя Бога] и проклинает? А потому что говорим-то мы псукей де-зимра.
Оригинальный текст (иврит)אמר רבי יוסי יהא חלקי מאוכלי שלש סעודות בשבת אמר רבי יוסי יהא חלקי מגומרי הלל בכל יום איני והאמר מר הקורא הלל בכל יום הרי זה מחרף ומגדף כי קאמרינן בפסוקי דזמרא‎
— Вавилонский Талмуд, Шаббат 118 б